# Gallerie Nazionali d'Arte Antica

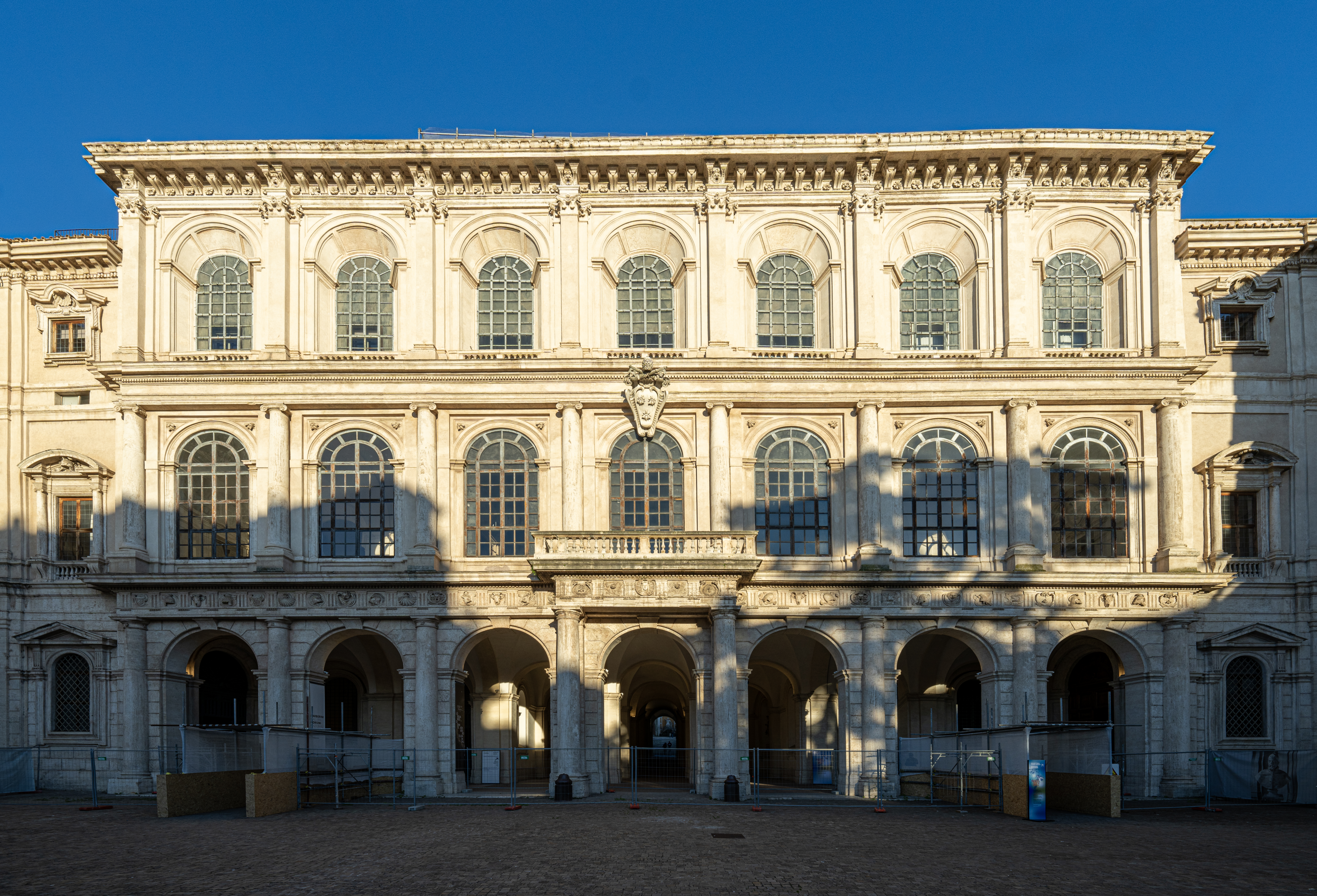
Voorkant Palazzo Barberini.

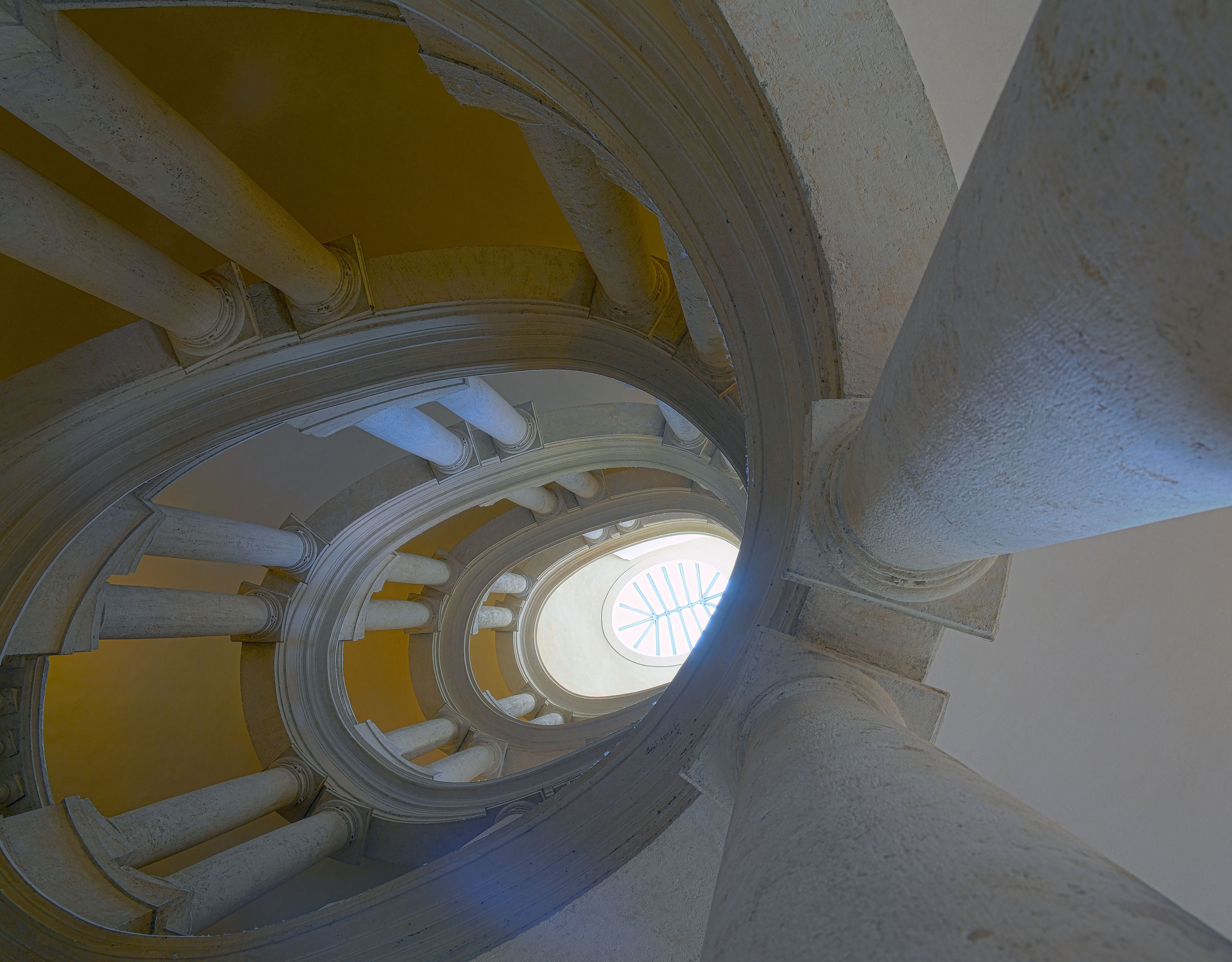
Trappenhuis gemaakt door Borromini

De Gallerie Nazionali d'Arte Antica is een museum in Rome.
Het is gesticht door en gevestigd in het paleis (Palazzo Barberini) van de familie Barberini. Daarnaast behoort ook de Galleria Corsini hier toe. 

## Palazzo Barberini
Het Palazzo Barberini werd in de 17de eeuw gebouwd in opdracht van paus Urbanus VIII en uitgevoerd door de architect Carlo Maderno. In 1629 werd het gebouw uitgebreid door Gian Lorenzo Bernini en Francesco Borromini die de ovale trap plaatste. Pietro da Cortona schilderde de zoldering van de grote zaal tussen 1633 en 1639. 
Na de Tweede Wereldoorlog werd het gebouw eigendom van de Italiaanse staat die er ook het Ministerie van Defensie onderbracht. In 2006 werd het gedeelte bezet, door defensie gerestaureerd en aan het museum overgedragen.

## Kunstwerken
De collectie bestaat uit Italiaanse en buitenlandse schilderkunst. Het heeft werken van onder andere:
- Caravaggio (Judith onthoofdt Holofernes, Narcissus)
- Tintoretto (Christus en de overspelige vrouw)
- Agnolo Bronzino (Portret van Stefano IV Colonna)
- Hans Holbein de Jonge (Portret van Hendrik VIII)
- Domenico Beccafumi (Madonna met kind en de jonge Johannes)
- Piero di Cosimo (Maria Magdalena)
- Quentin Massys (Erasmus van Rotterdam)
- Filippo Lippi (Madonna met kind)
- Raffaello Santi (La Fornarina)
- El Greco (Geboorte en doop van Jezus)
- (Scuola romana del XII secolo), (Madonna Avvocata o Haghiosoritissa)
- Guercino (Et in Arcadia Ego).
- Jacob de Backer (Christus door engelen ondersteund) 1660
- Quinten Massijs (I) (Erasmus van Rotterdam) 1517
- Jan Massijs (Judith met het hoofd van Holofernus)
- Denijs Calvaert (Het huwelijk van de heilige Catherina) (Annunciatie)
- Paul Bril (Jupiter) (Landschap met Cephalus en Procris), (Kasteel San Pietro) (landgoed van de familie Mattei)
- Jan Miel (Een maskerade)
- Frans Francken (II) (De uittocht van de Israëlieten uit Egypte), (Koning Cyrus inspecteert de schatten van de tempel), (De triomf van Neptunus en Anphitrite)
- Daniël Seghers (Maria met kind en de heilige Anna in een krans bloemen)
- Frans Snyders (De zwijnenjacht)
- Frans Duquesnoy (De dwerg van de hertog van Crequi)
- Rogier van der Weyden (De presentatie in de tempel)